# Grand Prix USA 1973
Grand Prix USA 1973 (oficiálně XVI United States Grand Prix) se jela na okruhu Watkins Glen International ve Watkins Glen v New Yorku ve Spojených státech amerických dne 7. října 1973. Závod byl patnáctým a zároveň posledním v pořadí v sezóně 1973 šampionátu Formule 1.

## Závod
| Poř.   | No. | Jezdec               | Konstruktér       | Počet kol | Čas/Odstoupení               | Pořadí na startu | Body |
| ------ | --- | -------------------- | ----------------- | --------- | ---------------------------- | ---------------- | ---- |
| 1      | 2   | Ronnie Peterson      | Lotus-Ford        | 59        | 1:41:15.779                  | 1                | 9    |
| 2      | 27  | James Hunt           | March-Ford        | 59        | + 0.668                      | 4                | 6    |
| 3      | 10  | Carlos Reutemann     | Brabham-Ford      | 59        | + 22.930                     | 2                | 4    |
| 4      | 7   | Denny Hulme          | McLaren-Ford      | 59        | + 50.226                     | 8                | 3    |
| 5      | 8   | Peter Revson         | McLaren-Ford      | 59        | + 1:20.367                   | 7                | 2    |
| 6      | 1   | Emerson Fittipaldi   | Lotus-Ford        | 59        | + 1:47.945                   | 3                | 1    |
| 7      | 26  | Jacky Ickx           | Iso-Marlboro-Ford | 58        | + 1 kolo                     | 23               |      |
| 8      | 19  | Clay Regazzoni       | BRM               | 58        | + 1 kolo                     | 15               |      |
| 9      | 20  | Jean-Pierre Beltoise | BRM               | 58        | + 1 kolo                     | 14               |      |
| 10     | 15  | Mike Beuttler        | March-Ford        | 58        | + 1 kolo                     | 26               |      |
| 11     | 18  | Jean-Pierre Jarier   | March-Ford        | 57        | Nehoda                       | 17               |      |
| 12     | 25  | Howden Ganley        | Iso-Marlboro-Ford | 57        | + 2 kola                     | 19               |      |
| 13     | 12  | Graham Hill          | Shadow-Ford       | 57        | + 2 kola                     | 18               |      |
| 14     | 16  | George Follmer       | Shadow-Ford       | 57        | + 2 kola                     | 20               |      |
| 15     | 17  | Jackie Oliver        | Shadow-Ford       | 55        | + 4 kola                     | 22               |      |
| 16     | 4   | Arturo Merzario      | Ferrari           | 55        | + 4 kola                     | 11               |      |
| NC     | 11  | Wilson Fittipaldi    | Brabham-Ford      | 52        | + 7 kol                      | 25               |      |
| Ret    | 0   | Jody Scheckter       | McLaren-Ford      | 39        | Zavěšení                     | 10               |      |
| Ret    | 30  | Jochen Mass          | Surtees-Ford      | 35        | Motor                        | 16               |      |
| Ret    | 21  | Niki Lauda           | BRM               | 35        | Palivové čerpadlo            | 21               |      |
| Ret    | 23  | Mike Hailwood        | Surtees-Ford      | 34        | Zavěšení                     | 6                |      |
| Ret    | 24  | Carlos Pace          | Surtees-Ford      | 32        | Zavěšení                     | 9                |      |
| Ret    | 9   | John Watson          | Brabham-Ford      | 7         | Motor                        | 24               |      |
| DSQ    | 31  | Brian Redman         | Shadow-Ford       | 5         | Externí pomoc                | 13               |      |
| Ret    | 28  | Rikky von Opel       | Ensign-Ford       | 0         | Klapka                       | 27               |      |
| WD     | 5   | Jackie Stewart       | Tyrrell-Ford      | 0         | Odvolán                      | 5                |      |
| WD     | 29  | Chris Amon           | Tyrrell-Ford      | 0         | Odvolán                      | 12               |      |
| DNS    | 6   | François Cevert      | Tyrrell-Ford      |           | Fatální nehoda v kvalifikaci |                  |      |
| Zdroj: |     |                      |                   |           |                              |                  |      |

## Konečné pořadí po závodě
Pohár jezdců
|        | Pořadí | Jezdec             | Body |
| ------ | ------ | ------------------ | ---- |
|        | 1      | Jackie Stewart     | 71   |
|        | 2      | Emerson Fittipaldi | 55   |
| 1      | 3      | Ronnie Peterson    | 52   |
| 1      | 4      | François Cevert    | 47   |
|        | 5      | Peter Revson       | 38   |
| Zdroj: |        |                    |      |

Pohár konstruktérů
|        | Pořadí | Konstruktér  | Body    |
| ------ | ------ | ------------ | ------- |
|        | 1      | Lotus-Ford   | 92 (96) |
|        | 2      | Tyrrell-Ford | 82 (86) |
|        | 3      | McLaren-Ford | 58      |
|        | 4      | Brabham-Ford | 22      |
| 3      | 5      | March-Ford   | 14      |
| Zdroj: |        |              |         |